# Ligne 7 du métro de Francfort
Pour les articles homonymes, voir Ligne 7 et U7.
La ligne U7 fait partie du réseau du métro de Francfort. Elle relie Enkheim à l'est et Hausen à l'ouest.
Elle fut inaugurée en 1986 et compte actuellement 20 stations pour une longueur de 11,9 km.